# Shérif, fais moi peur (jeu vidéo, 1999)
Shérif, fais moi peur (The Dukes of Hazzard: Racing for Home) est un jeu vidéo de course développé par Sinister Games et édité par SouthPeak Games, sorti en 1999 sur Windows, PlayStation et Game Boy Color. Il est basé sur la série télévisée éponyme.

## Accueil
- Gamekult : 3/10[1]